# Ryan Heffington
Ryan Heffington est un danseur et chorégraphe américain né le 7 juin 1973 à Yuba City.

## Biographie
On lui doit notamment la chorégraphie des vidéoclips des chansons Chandelier (de Sia), King (de Years & Years) et Trustfall (de Pink).

## Filmographie
- 2021 : Licorice Pizza de Paul Thomas Anderson : Steve